# 赫尼利察河
赫尼利察河（烏克蘭語：Гнилиця），是烏克蘭東部的河流，屬於北頓涅茨河的左支流。該河流經哈爾科夫州的庫皮揚斯克區和丘胡伊夫區，河道全長31公里，流域面積275平方公里。